# Anti (Album)
Anti ist das achte Studioalbum der barbadischen Popsängerin Rihanna, das im Januar 2016 erschien.

## Entstehung und Veröffentlichung
Die Erstveröffentlichung von Anti erfolgte am 27. Januar 2016 bei Roc Nation. Das Album erschien in seiner Standardausführung als CD (Katalognummer: 0851365006103) sowie zum Download und Streaming (Katalognummer: 00851365006578) mit 13 Titeln. Eine Woche später erschien eine sogenannte „Limited Deluxe Edition“ mit drei Bonustiteln (Katalognummer: 085136500672). Im Oktober desselben Jahres wurde das Album erstmals als LP veröffentlicht (Katalognummer: 085136500695).
Geschrieben und produziert wurden die Lieder von wechselnden Autoren, Rihanna selbst war beim Schreibprozess von zwölf der 16 Lieder beteiligt.

## Titelliste

### Standard Edition
| Nr. | Titel                     | Autoren | Produzent                                           | Länge |
| --- | ------------------------- | --- | --------------------------------------------------- | ----- |
| 1   | Consideration (feat. SZA) | Robyn Fenty, Solana Rowe, Tyran Donaldson                                                                                                  | Donaldson, Kuk Harrell                              | 2:41  |
| 2   | James Joint               | Robert Shea Taylor, Robyn Fenty, James Fauntleroy                                                                                          | Taylor, Kuk Harrell                                 | 1:12  |
| 3   | Kiss It Better            | Natalia Keery-Fisher, Robyn Fenty, Kenan Williams, John Glass, Jeff Bhasker                                                                | Kuk Harrell, Jeff Bhasker                           | 4:13  |
| 4   | Work (feat. Drake)        | Matthew Samuels, Rich Stephenson, Aubrey Graham, Rupert Thomas, Robyn Fenty, Jahron Braithwaite, Monte Moir, Allen Ritter                  | Boi 1da                                             | 3:39  |
| 5   | Desperado                 | Robyn Fenty, Mick Schultz, Fauntleroy, Krystin „Rook Monroe“ Watkins, D. Rachel                                                            | Schultz, Kuk Harrell                                | 3:06  |
| 6   | Woo                       | Terius Nash, Robyn Fenty, Jean Baptist, Jacques Webster, Abel Tesfaye, Rachel, Chauncey Hollis                                             | Hit-Boy, Kuk Harrell                                | 3:55  |
| 7   | Needed Me                 | Dijon McFarlane, Lewis Hughes, Te Warbrick, Adam Feeney, Nick Audino, Rachel, Brittany Hazard, Charles Hinshaw, Khaled Rohaim, Robyn Fenty | Frank Dukes, Kuk Harrell, DJ Mustard, Twice as Nice | 3:11  |
| 8   | Yeah, I Said It           | Jean-Paul Bourelly, Chris Godbey, Robyn Fenty, Badriia „Bibi“ Bourelly, Evon Barnes, Daniel Jones, Tim Mosley                              | Timbaland, Kuk Harrell, Fade Majah, Jones           | 2:13  |
| 9   | Same Ol’ Mistakes         | Kevin Parker | Kevin Parker                                        | 6:37  |
| 10  | Never Ending              | Robyn Fenty, Williams, Chad Sabo, Dido Armstrong                                                                                           | Kuk Harrell, Sabo                                   | 3:22  |
| 11  | Love on the Brain         | Robyn Fenty, Williams, Joseph Angel, Fred Ball                                                                                             | Fred Ball                                           | 3:44  |
| 12  | Higher                    | Robyn Fenty, Williams, Ernest Dion Wilson, Fauntleroy, B. Bourelly                                                                         | Dion „No I.D.“ Wilson                               | 2:00  |
| 13  | Close to You              | Brian Kennedy, Seals, Robyn Fenty, Williams, Fauntleroy                                                                                    | Brian Kennedy Harrell                               | 3:43  |

### Deluxe Edition
| Nr. | Titel            | Autoren                                                                        | Länge |
| --- | ---------------- | ------------------------------------------------------------------------------ | ----- |
| 14  | Goodnight Gotham | Paul Epworth, Florence Welch, Robyn Fenty, C. Boggs                            | 1:28  |
| 15  | Pose             | Hollis, Bourelly, Fenty, Webster                                               | 2:24  |
| 16  | Sex with Me      | Braithwaite, Samuels, Feeney, Fenty, Anderson „Vinylz“ Hernandez, Chris Hansen | 3:27  |

Anmerkungen
- Work enthält Inhalte von If You Were Here Tonight (1985) von Alexander O’Neal, geschrieben von Monte Moir.
- Never Ending enthält Inhalte von Thank You (2000) von Dido, geschrieben von Dido Armstrong and Paul Herman.
- Higher enthält Inhalte von „Beside You“ (1970) von The Soulful Strings, geschrieben von Jerry Butler, Kenny Gamble und Leon Huff.

## Singleauskopplungen
| Jahr | Titel               | Höchstplatzierung, Gesamtwochen, AuszeichnungChartplatzierungen (Jahr, Titel, , Platzierungen, Wochen, Auszeichnungen, Anmerkungen) | Höchstplatzierung, Gesamtwochen, AuszeichnungChartplatzierungen (Jahr, Titel, , Platzierungen, Wochen, Auszeichnungen, Anmerkungen) | Höchstplatzierung, Gesamtwochen, AuszeichnungChartplatzierungen (Jahr, Titel, , Platzierungen, Wochen, Auszeichnungen, Anmerkungen) | Höchstplatzierung, Gesamtwochen, AuszeichnungChartplatzierungen (Jahr, Titel, , Platzierungen, Wochen, Auszeichnungen, Anmerkungen) | Höchstplatzierung, Gesamtwochen, AuszeichnungChartplatzierungen (Jahr, Titel, , Platzierungen, Wochen, Auszeichnungen, Anmerkungen) | Anmerkungen                                                               |
| Jahr | Titel               | DE | AT | CH | UK | US | Anmerkungen                                                               |
| --- | ------------------- | --- | --- | --- | --- | --- | ------------------------------------------------------------------------- |
| 2016 | Work                | DE5 Platin · (31 Wo.)DE | AT14 (17 Wo.)AT | CH9 (30 Wo.)CH | UK2 ×3Dreifachplatin · (42 Wo.)UK                                                                                                   | US1 Diamant · (36 Wo.)US | Erstveröffentlichung: 27. Januar 2016 Verkäufe: + 15.323.333; feat. Drake |
| 2016 | Needed Me           | DE57 Gold · (21 Wo.)DE | AT71 (2 Wo.)AT | CH45 (25 Wo.)CH | UK38 ×2Doppelplatin · (31 Wo.)UK | US7 Diamant · (45 Wo.)US | Erstveröffentlichung: 30. März 2016 Verkäufe: + 13.130.000                |
| 2016 | Kiss It Better      | — | — | — | UK46 Platin · (13 Wo.)UK | US62 ×3Dreifachplatin · (12 Wo.)US                                                                                                  | Erstveröffentlichung: 30. März 2016 Verkäufe: + 4.110.000                 |
| 2016 | Love on the Brain   | DE21 Gold · (24 Wo.)DE | AT7 (22 Wo.)AT | CH26 (22 Wo.)CH | UK— ×2DoppelplatinUK | US5 ×7Siebenfachplatin · (31 Wo.)US                                                                                                 | Erstveröffentlichung: 27. September 2016 Verkäufe: + 10.418.333           |
| 2017 | Sex with Me (Remix) | — | — | — | UK— GoldUK | US83 ×3Dreifachplatin · (15 Wo.)US                                                                                                  | Erstveröffentlichung: 24. Februar 2017 Verkäufe: + 3.505.000              |
| Folgende Lieder erschienen nicht als Single, wurden aber durch das Album zum Download und Streaming bereitgestellt und konnten somit eine Platzierung erlangen: |                     | | | | | |                                                                           |
| |                     | | | | | |                                                                           |
| 2016 | Close to You        | — | — | CH61 (1 Wo.)CH | — | US— GoldUS | Charteinstieg: 7. Februar 2016 Verkäufe: + 500.000                        |

## Anti World Tour
Am 23. November 2015 gab die Sängerin bekannt, dass sie 2016 auf Tournee gehen würde. Die Tickets konnten ab dem 3. Dezember 2015 käuflich erworben werden. Als Vorprogramm dient in den Vereinigten Staaten der Rapper Travi$ Scott und in Europa DJ und Musikproduzent DJ Mustard sowie der Rapper Big Sean. Die von Samsung gesponserte Tournee begann am 26. Februar 2016 in Jacksonville und endet am 18. August 2016 in Hasselt. 33 Konzerte wurden in Nordamerika gespielt, weitere 29 sollen in Europa gespielt werden.

## Kommerzieller Erfolg

### Chartplatzierungen
| ChartsChartplatzierungen       | Höchstplatzierung | Wochen |
| ------------------------------ | ----------------- | ------ |
| Deutschland (GfK)              | 3 (32 Wo.)        | 32     |
| Österreich (Ö3)                | 7 (11 Wo.)        | 11     |
| Schweiz (IFPI)                 | 2 (38 Wo.)        | 38     |
| Vereinigte Staaten (Billboard) | 1 (… Wo.)         | …      |
| Vereinigtes Königreich (OCC)   | 7 (66 Wo.)        | 66     |

| ChartsJahrescharts (2016)      | Platzierung |
| ------------------------------ | ----------- |
| Deutschland (GfK)              | 75          |
| Schweiz (IFPI)                 | 35          |
| Vereinigte Staaten (Billboard) | 5           |
| Vereinigtes Königreich (OCC)   | 32          |

| ChartsJahrescharts (2017)      | Platzierung |
| ------------------------------ | ----------- |
| Vereinigte Staaten (Billboard) | 23          |

| ChartsJahrescharts (2018)      | Platzierung |
| ------------------------------ | ----------- |
| Vereinigte Staaten (Billboard) | 94          |

| ChartsJahrescharts (2019)      | Platzierung |
| ------------------------------ | ----------- |
| Vereinigte Staaten (Billboard) | 127         |

| ChartsJahrescharts (2020)      | Platzierung |
| ------------------------------ | ----------- |
| Vereinigte Staaten (Billboard) | 153         |

| ChartsJahrescharts (2021)      | Platzierung |
| ------------------------------ | ----------- |
| Vereinigte Staaten (Billboard) | 119         |

| ChartsJahrescharts (2022)      | Platzierung |
| ------------------------------ | ----------- |
| Vereinigte Staaten (Billboard) | 129         |

| ChartsJahrescharts (2023)      | Platzierung |
| ------------------------------ | ----------- |
| Vereinigte Staaten (Billboard) | 55          |

| ChartsJahrescharts (2024)      | Platzierung |
| ------------------------------ | ----------- |
| Vereinigte Staaten (Billboard) | 89          |

### Auszeichnungen für Musikverkäufe
| Land/Region                  | Auszeichnungen für Musikverkäufe (Land/Region, Auszeichnung, Verkäufe) | Verkäufe  |
| ---------------------------- | ---------------------------------------------------------------------- | --------- |
| Australien (ARIA)            | Platin                                                                 | 70.000    |
| Belgien (BRMA)               | 2× Platin                                                              | 60.000    |
| Brasilien (PMB)              | Gold                                                                   | 20.000    |
| Dänemark (IFPI)              | 5× Platin                                                              | 100.000   |
| Deutschland (BVMI)           | Gold                                                                   | 100.000   |
| Frankreich (SNEP)            | 3× Platin                                                              | 300.000   |
| Italien (FIMI)               | Platin                                                                 | 50.000    |
| Kanada (MC)                  | 4× Platin                                                              | 320.000   |
| Mexiko (AMPROFON)            | Platin                                                                 | 60.000    |
| Neuseeland (RMNZ)            | 6× Platin                                                              | 90.000    |
| Niederlande (NVPI)           | Platin                                                                 | 30.000    |
| Österreich (IFPI)            | Platin                                                                 | 15.000    |
| Polen (ZPAV)                 | 3× Platin                                                              | 60.000    |
| Schweden (IFPI)              | Gold                                                                   | 20.000    |
| Singapur (RIAS)              | Gold                                                                   | 5.000     |
| Vereinigte Staaten (RIAA)    | 6× Platin                                                              | 6.000.000 |
| Vereinigtes Königreich (BPI) | 2× Platin                                                              | 600.000   |
| Insgesamt                    | 4× Gold · 36× Platin ·                                                 | 7.900.000 |

Hauptartikel: Rihanna/Auszeichnungen für Musikverkäufe